# 飴谷由毅
飴谷 由毅（あめたに よしき、1999年〈平成11年〉3月16日 - ）は、日本のプロバスケットボール選手。富山県出身。ポジションはシューティングガード兼スモールフォワード。Bリーグ・鹿児島レブナイズ所属。

## 来歴
富山工業高校から大東文化大に進学し、オータムカップ2020の優秀選手賞を受賞。
在学中の2019年と2020年に富山グラウジーズと特別指定選手契約を結ぶ。
2021年、富山グラウジーズとプロ契約。
2023年、立川ダイスに移籍。
2024年6月10日に鹿児島レブナイズに移籍した。

## 日本代表歴
- 2018年度U-22日本代表
- 2019年度U-22スプリングキャンプ参加